# 四十九丸子汤
四十九丸子汤是中华人民共和国的丸子汤品牌，由新疆四十九餐饮管理有限公司经营，于1986年在新疆维吾尔自治区昌吉回族自治州开设首店。在乌鲁木齐市、西安市等地开设有上百家门店。四十九丸子汤是新疆老字号。

## 名称由来
四十九丸子汤最初的店址位于312国道乌伊公路49公里处，因此取名四十九丸子汤。

## 历史发展
1986年，王军青、马琴夫妇在昌吉市榆树沟乡境内，312国道路边开设回民小吃店。最初小吃店不仅经营丸子汤，但逐渐以长途运输司机为主的食客偏爱丸子汤和大牛骨，且不分早晚。于是夫妻俩开起了丸子汤专营店。1996年，夫妻二人将四十九丸子汤注册为商标，并开始学习、改进丸子汤的制作技艺。2004年3月，王、马夫妇在乌鲁木齐市月明楼附近开设乌鲁木齐市首家四十九丸子汤店，同年首家加盟店也开门营业。随着门店数量的增加，四十九丸子汤开始采用中央厨房模式，中央厨房完成丸子、牛肉汤等的制作，再集中配送至各门店。2009年，王、马夫妇注册成立“乌鲁木齐鑫浩餐饮管理有限公司”，开始公司化经营。2012年，更名为“新疆四十九餐饮管理有限公司”。同时，四十九丸子汤也走出新疆，在陕西省西安市开设门店。到2024年，四十九丸子汤在中国大陆开设有超过160家门店。

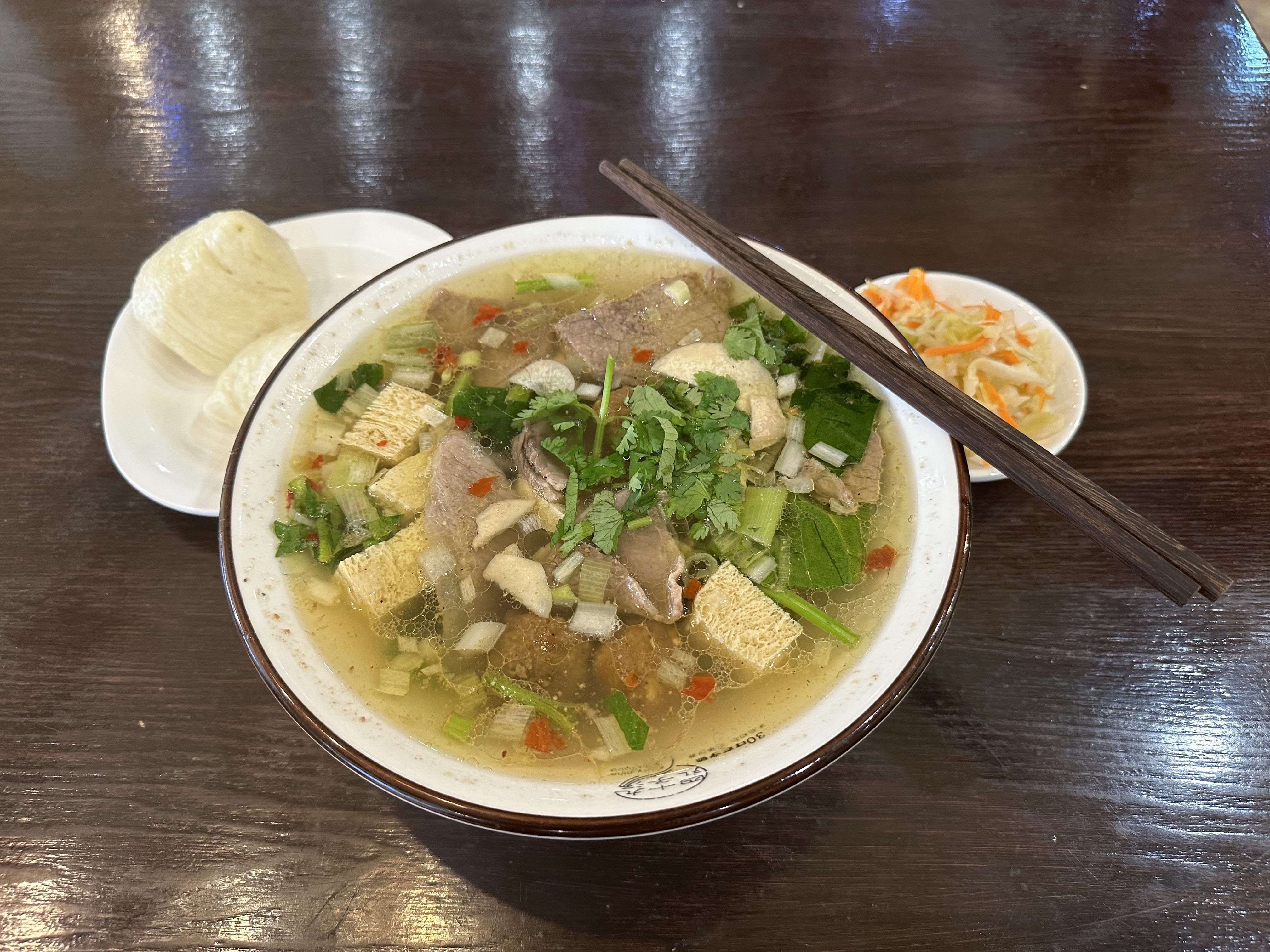
四十九丸子汤的招牌丸子汤

## 主要餐食
四十九丸子汤的汤为牛骨汤，用新疆本地牛的牛骨配多味草药、调料慢火熬至而成。丸子汤的丸子原料为排酸牛肉，先炸熟再炖汤。丸子汤中还有牛肉片、阿魏菇、冻豆腐、红薯粉条、菠菜等配料。四十九丸子汤会配送两个油塔子和一碟小菜；四十九丸子汤的油塔子和传统由纯羊油或纯牛油制作的油塔子略有不同，由和好的面加少许酵面加入清油和牛油蒸制而成，制作好的油塔子为塔状，白色。四十九丸子汤店还售卖牛骨头、面旗子等菜品。

## 名号头衔
2014年10月，乌鲁木齐餐饮服务协会为新疆四十九食品有限公司授“乌鲁木齐餐饮老字号”牌。2024年2月，新疆维吾尔自治区商务厅公布首批新疆老字号企业，新疆四十九食品有限公司的四十九丸子汤位列其中。